# Molino de Lino de Ditherington
El Molino de Lino de Ditherington (nombre original en inglés: Ditherington Flax Mill, promocionado como Shrewsbury Flaxmill Maltings), es un molino de lino ubicado en Ditherington, un suburbio de Shrewsbury, Inglaterra. Está considerado el primer edificio con armazón de hierro en el mundo, y es descrito como "el abuelo de los rascacielos", a pesar de su altura de cinco pisos. Su importancia fue reconocida oficialmente en la década de 1950, lo que dio como resultado que se convirtiera en un monumento clasificado de Grado I. También es conocida localmente como la "Maltería" por su uso posterior.
El sitio, en proceso de restauración en la década de 2020, está en manos del organismo Historic England, con acceso al público restringido hasta que se finalizasen las obras previstas.

## Historia
El arquitecto de Flax Mill fue Charles Bage, quien diseñó el molino utilizando una estructura de estructura de hierro, inspirada en el trabajo del inventor William Strutt. William Hazledine fabricó las columnas y las vigas transversales en su fundición de Shrewsbury. La construcción del molino se llevó a cabo entre 1796 y 1797, con un costo (incluido el equipo) de 17 000 libras esterlinas.
El molino fue construido para los industriales John Marshall de Leeds, Thomas Benyon y Benjamin Benyon. Bage, el arquitecto del edificio también fue socio de la empresa. Esta sociedad se disolvió en 1804, de forma que se quedó con el molino John Marshall, quien pagó a sus socios sobre la base de que valía 64.000 libras esterlinas. Otro gran molino, Castlefields Mill, fue construido por otros socios cercanos. Estos dos molinos de lino proporcionaron la 'fabricación principal' de Shrewsbury (según un directorio de 1851). El molino cerró en 1886 y se vendió, junto con una instalación de blanqueo de lino situada en Hanwood, por 3000 libras esterlinas. Posteriormente, el edificio se convirtió en una maltería (de ahí su nombre local más utilizado) y, como consecuencia, se tapiaron muchas ventanas.
Su diseño superó de manera efectiva gran parte del problema de los daños causados por el fuego debido a la atmósfera inflamable generada por el aire con gran contenido de fibras en suspensión, mediante el uso de una combinación ignífuga de columnas de fundición y vigas de hierro, un sistema que más tarde se convirtió en el moderno armazón de acero que hizo posible la construcción de los rascacielos.
Las malterías cerraron en 1987, sufriendo la competencia de los métodos modernos de producción, quedando el complejo en ruinas hasta su compra por English Heritage con el apoyo del Ayuntamiento de Shrewsbury y Atcham y de la asociación "Advantage West Midlands" en 2005. Los planes para transformar el edificio en oficinas y tiendas se aprobaron en octubre de 2010. Tras la división de English Heritage en 2015, la responsabilidad de las funciones legales y la protección del sitio fue heredada por Historic England, con el centro para visitantes administrado por la organización benéfica local "Friends of the Flaxmill Maltings".
Tras los retrasos en la restauración en medio de una profunda crisis económica, en noviembre de 2015 se inauguró un nuevo centro de visitantes, financiado en parte por el Heritage Lottery Fund y por el Fondo Europeo de Desarrollo Regional, en el antiguo bloque de oficinas y establos. La fase dos de los trabajos de restauración comenzó en junio de 2017 e involucró al molino principal y al horno con una subvención adicional de 7,9 millones de libras, además de los 12,1 millones anteriores proporcionados por el Heritage Lottery Fund para convertirlo en un lugar de uso mixto. Esta fase implica la restauración de las ventanas más grandes de la era del molino de lino para mejorar la iluminación natural, aunque se han conservado las ventanas más pequeñas existentes de la era de las malterías, pero con los marcos reemplazados.

## Edificios del grupo
Junto con el molino de lino principal, se enumeran otros edificios del grupo por su valor arquitectónico e histórico: la casa de aprendices (Grado II*); la tintorería (Grado II*); el edificio de preparación de lino o Molino Cross (Grado I); el almacén de lino (Grado I); los establos (Grado II); el horno de la maltería (Grado II) y los talleres y oficinas (Grado II). El molino y los edificios están en el Registro de Patrimonio en Riesgo.

## Acceso público
El centro de visitantes, en el antiguo bloque de oficinas y establos, abre al público los sábados de noviembre a marzo y también los viernes y domingos de abril a octubre, con acceso limitado al recinto debido a las obras de restauración en curso. "Friends of the Flaxmill Maltings" realiza visitas guiadas gratuitas al molino en los Heritage Open Days desde principios hasta mediados de septiembre.

## Galería

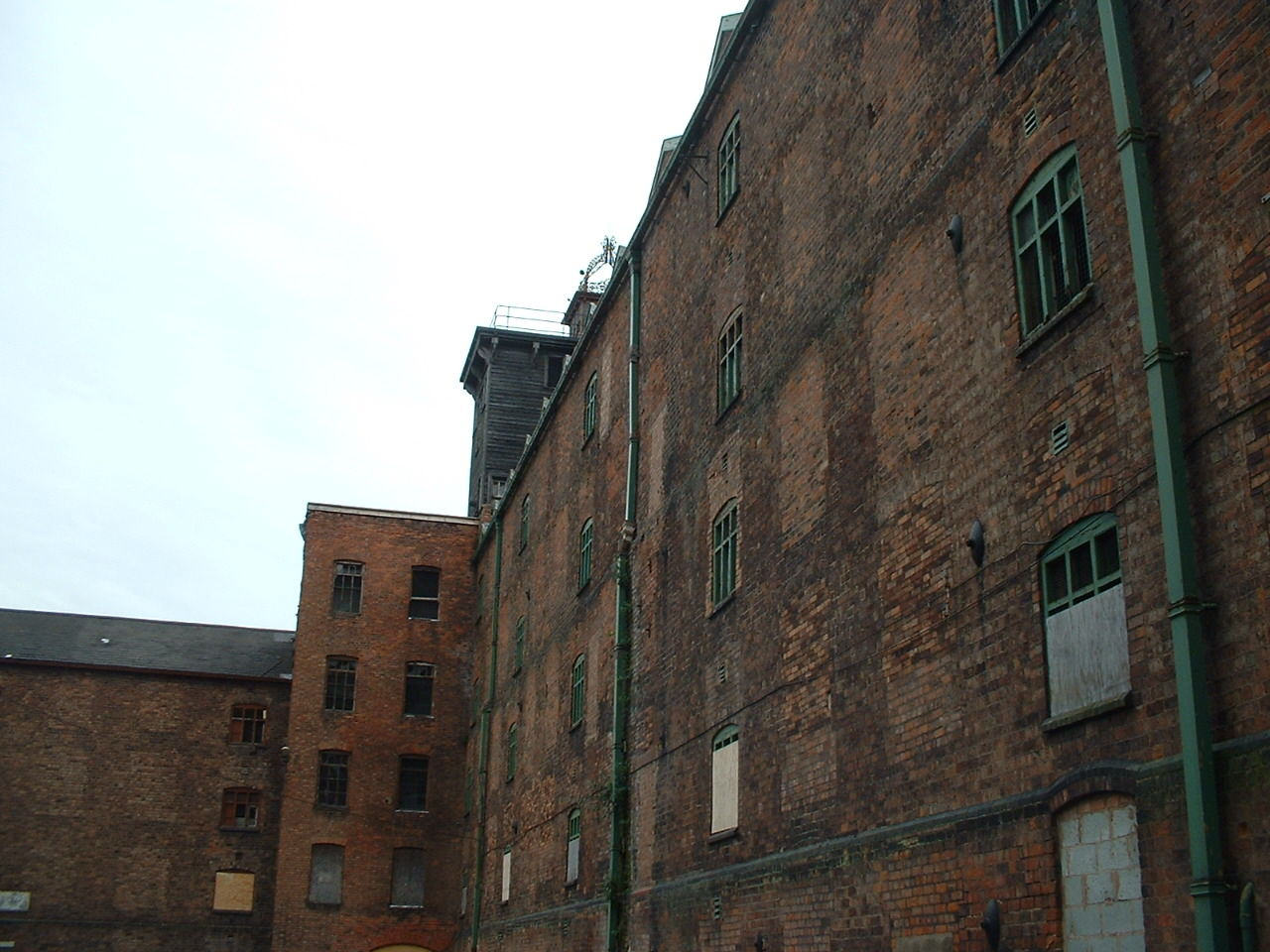
Lado oeste del Main Mill c.2002 antes de la restauración.
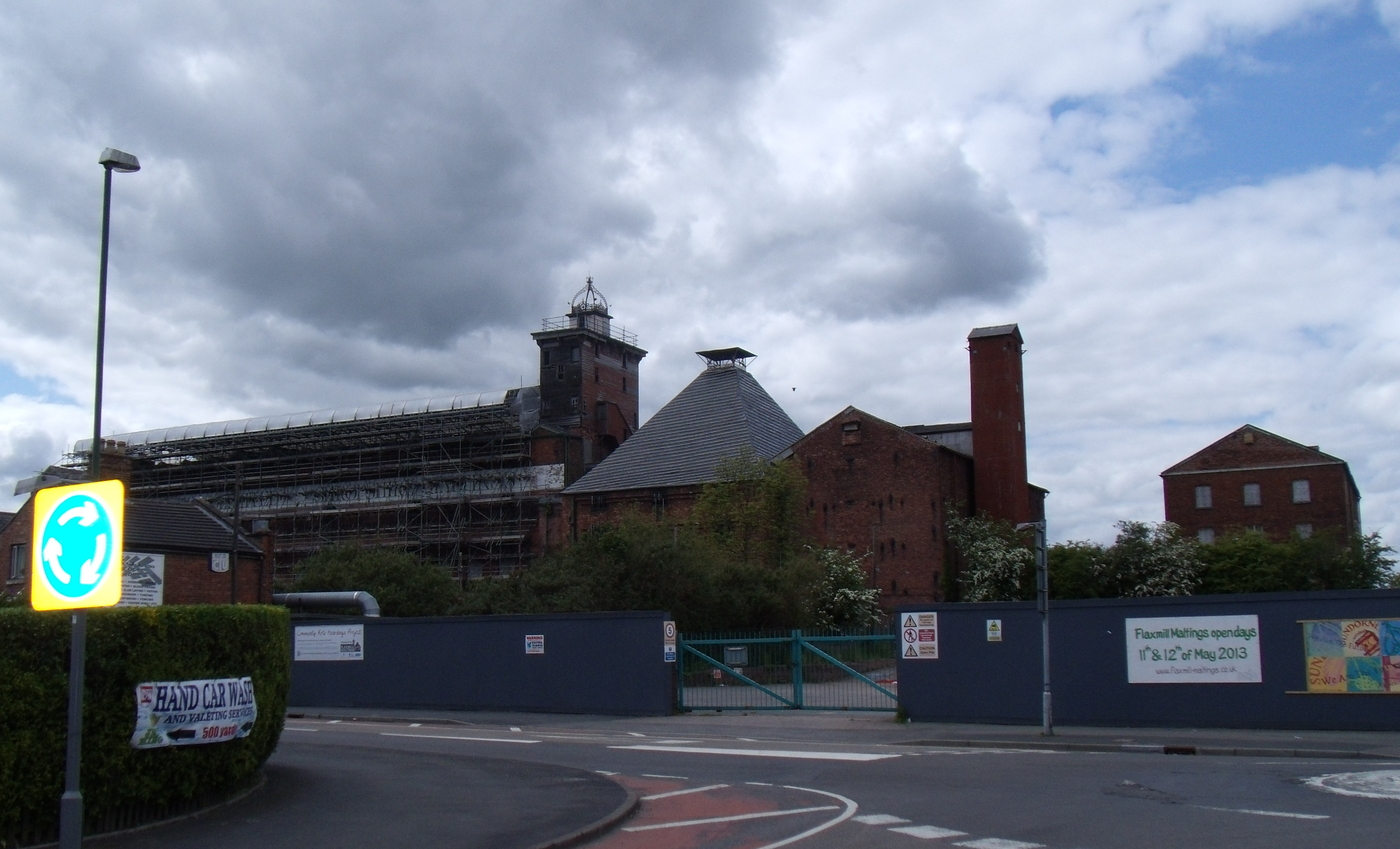
Lado noreste del molino en junio de 2013 mostrando el andamio con láminas de plástico blanco para la restauración. Tomado desde el cruce de St Michael's Street y Sultan Road.
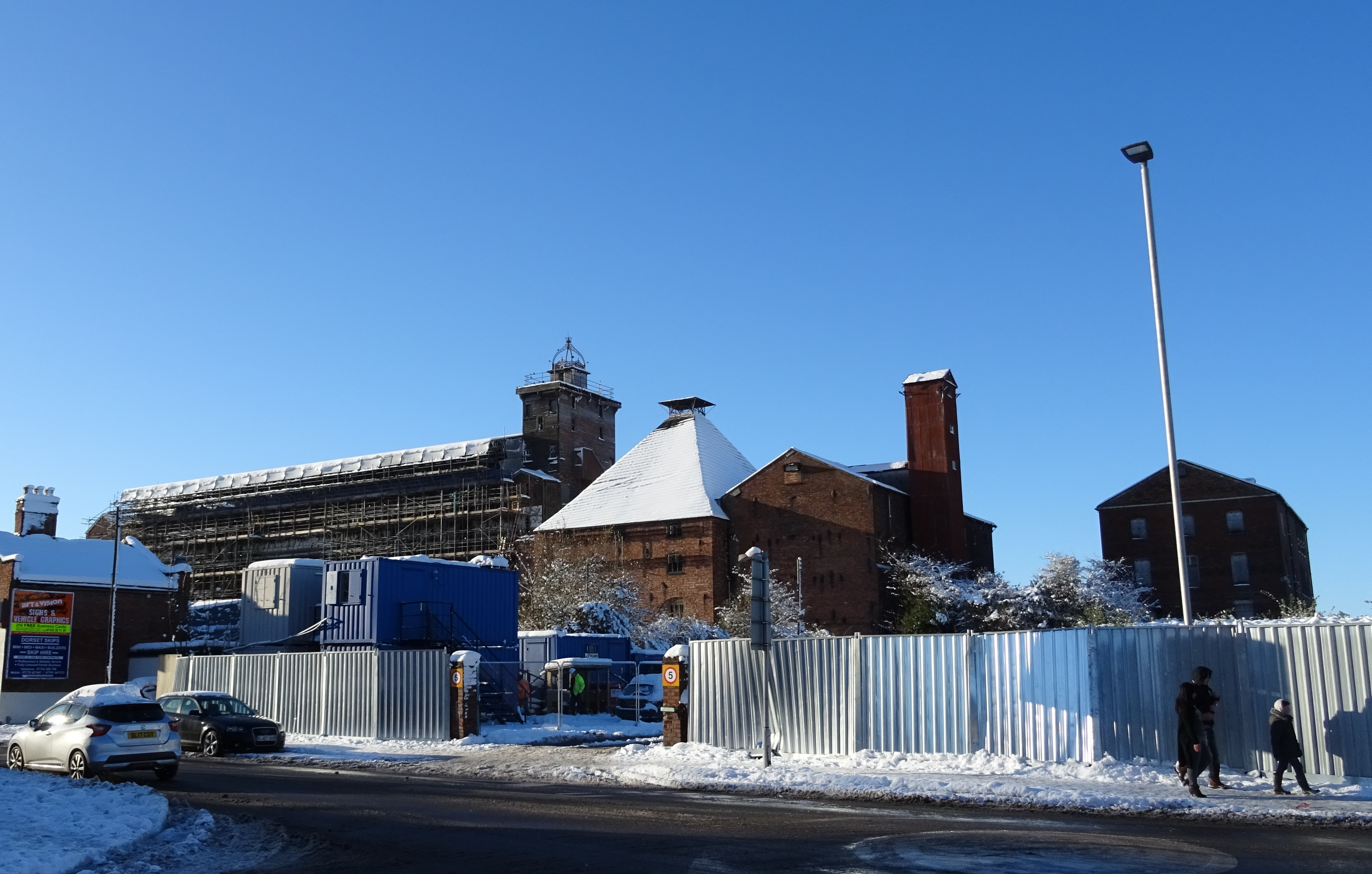
El molino en la nieve en diciembre de 2017 desde el cruce de St Michael's Street y Sultan Road.
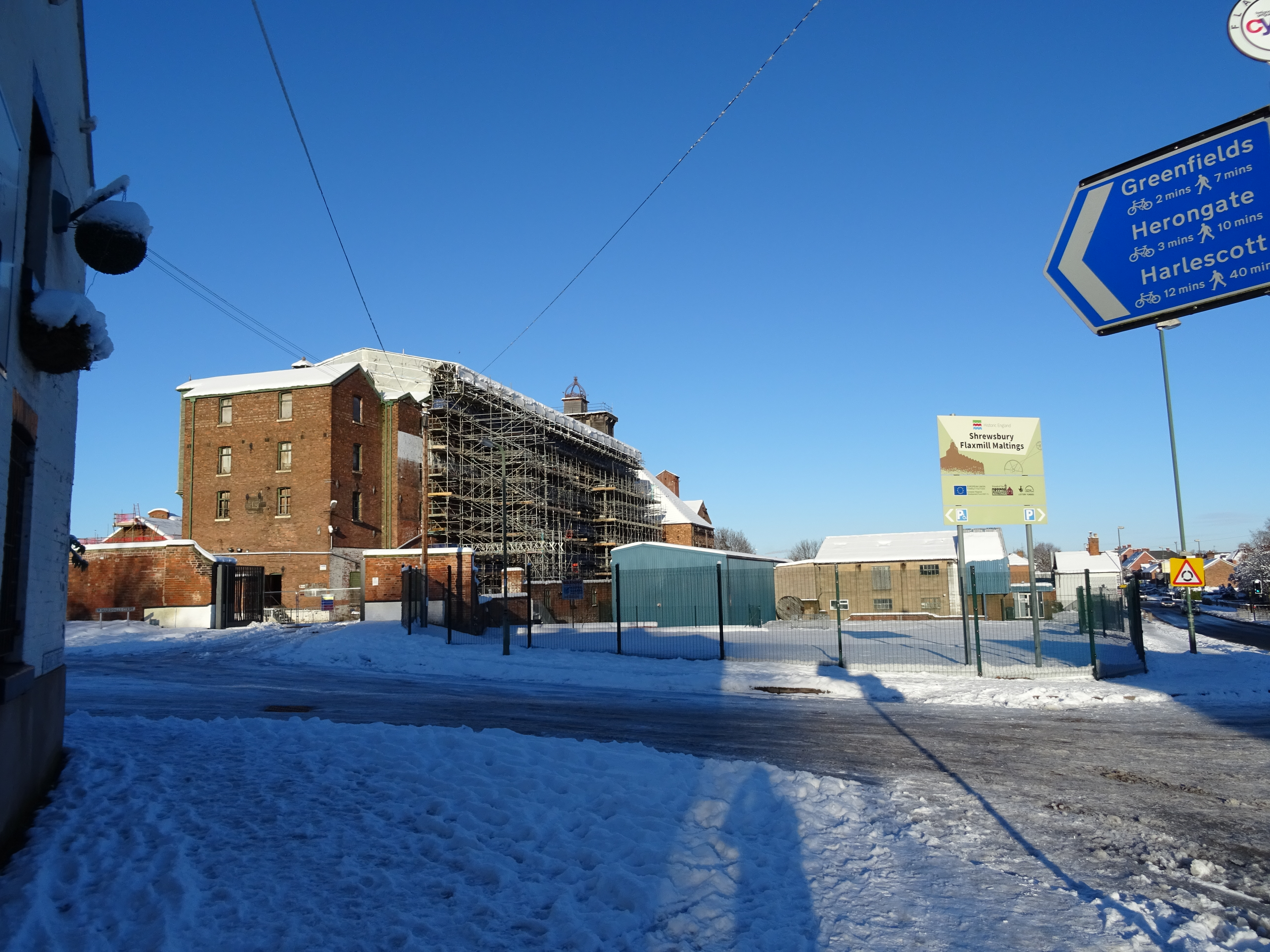
Lado sureste en la nieve en diciembre de 2017 tomado de Marshalls Court.
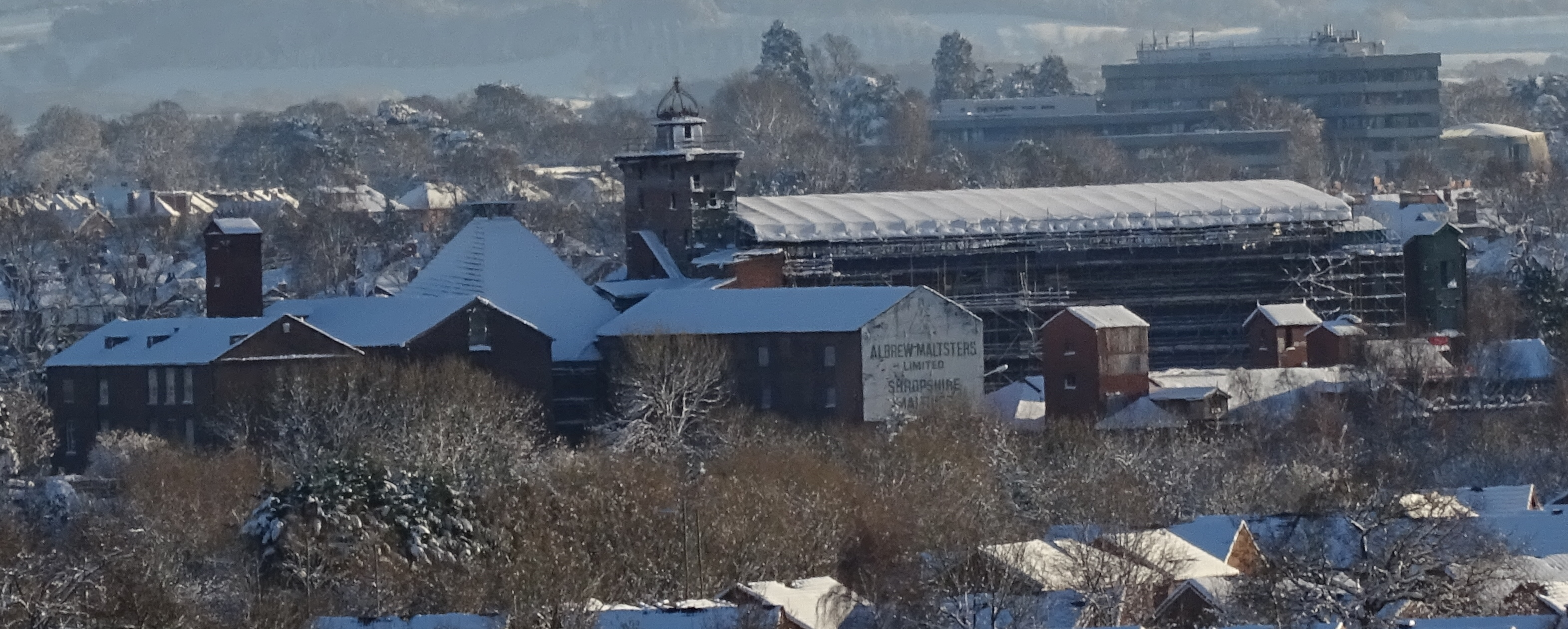
Lado oeste del sitio en la nieve, diciembre de 2017. Vista tomada desde Hencote Lane, Shrewsbury.
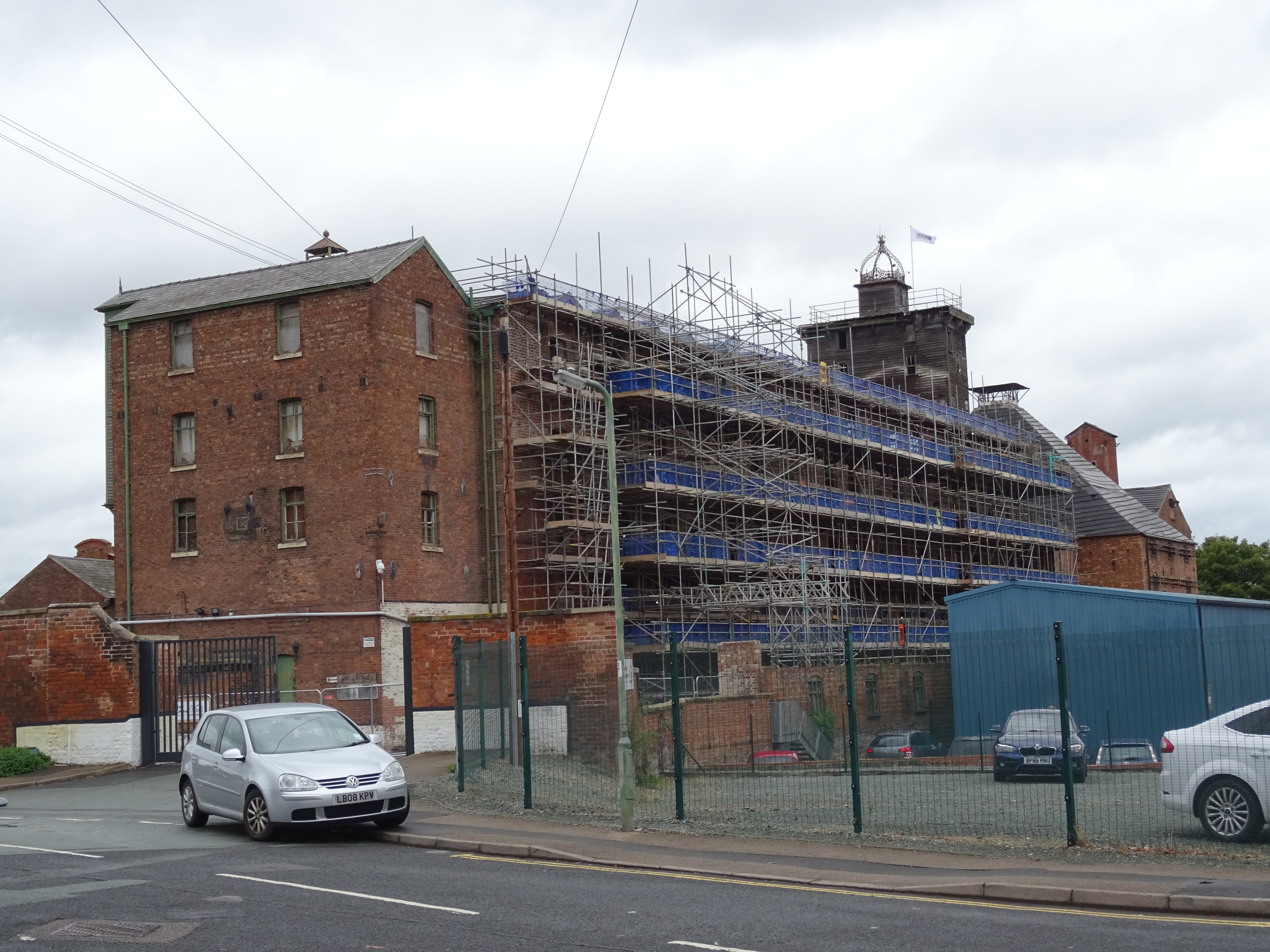
Lado sureste de Main Mill frente a Marshalls Court en un día de puertas abiertas de Heritage en septiembre de 2018. Las láminas de plástico blanco de arriba se quitaron después de la restauración del techo.
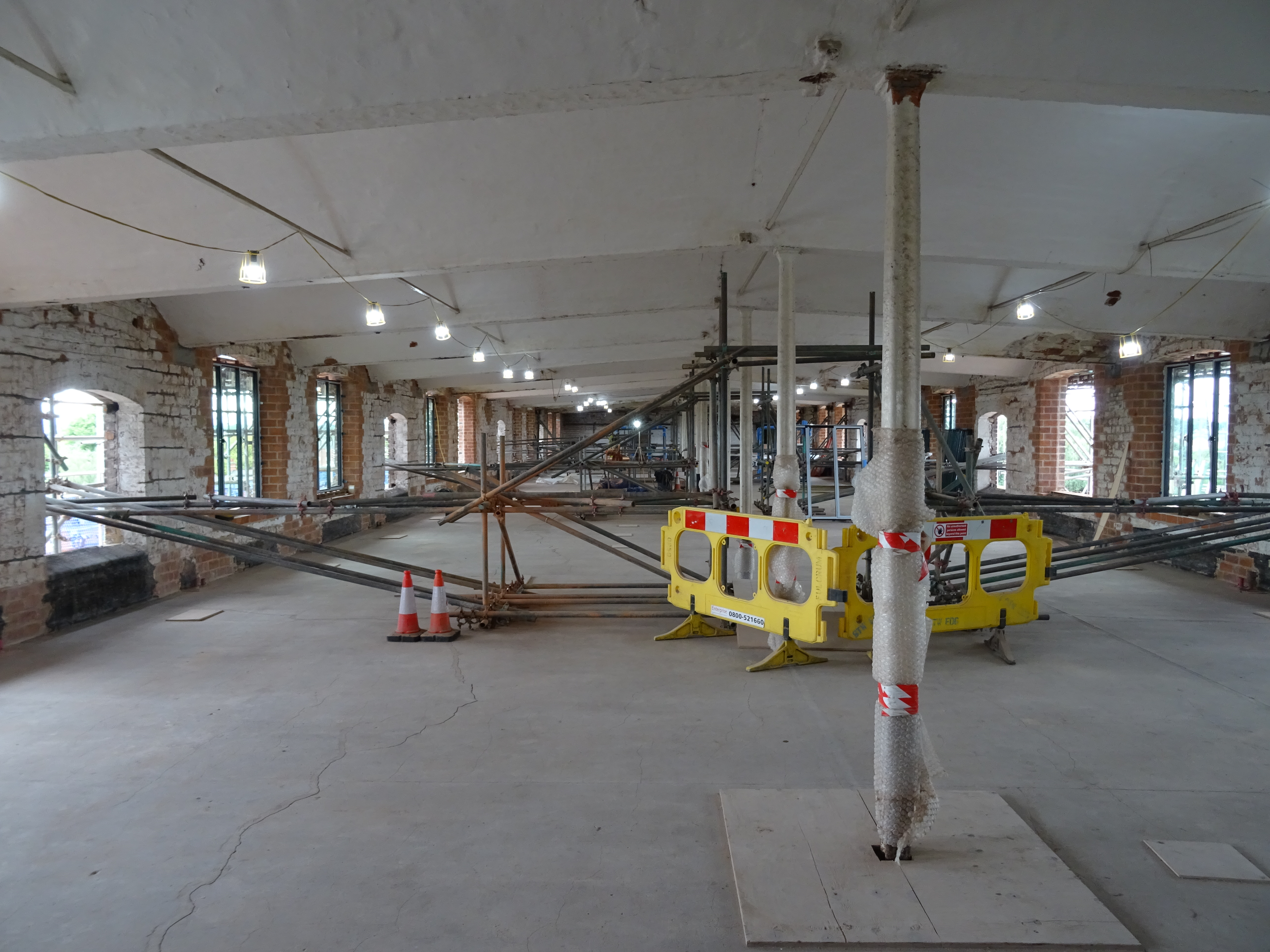
Trabajos de restauración en el último piso del Molino Principal en septiembre de 2018 con el trabajo en las ventanas.
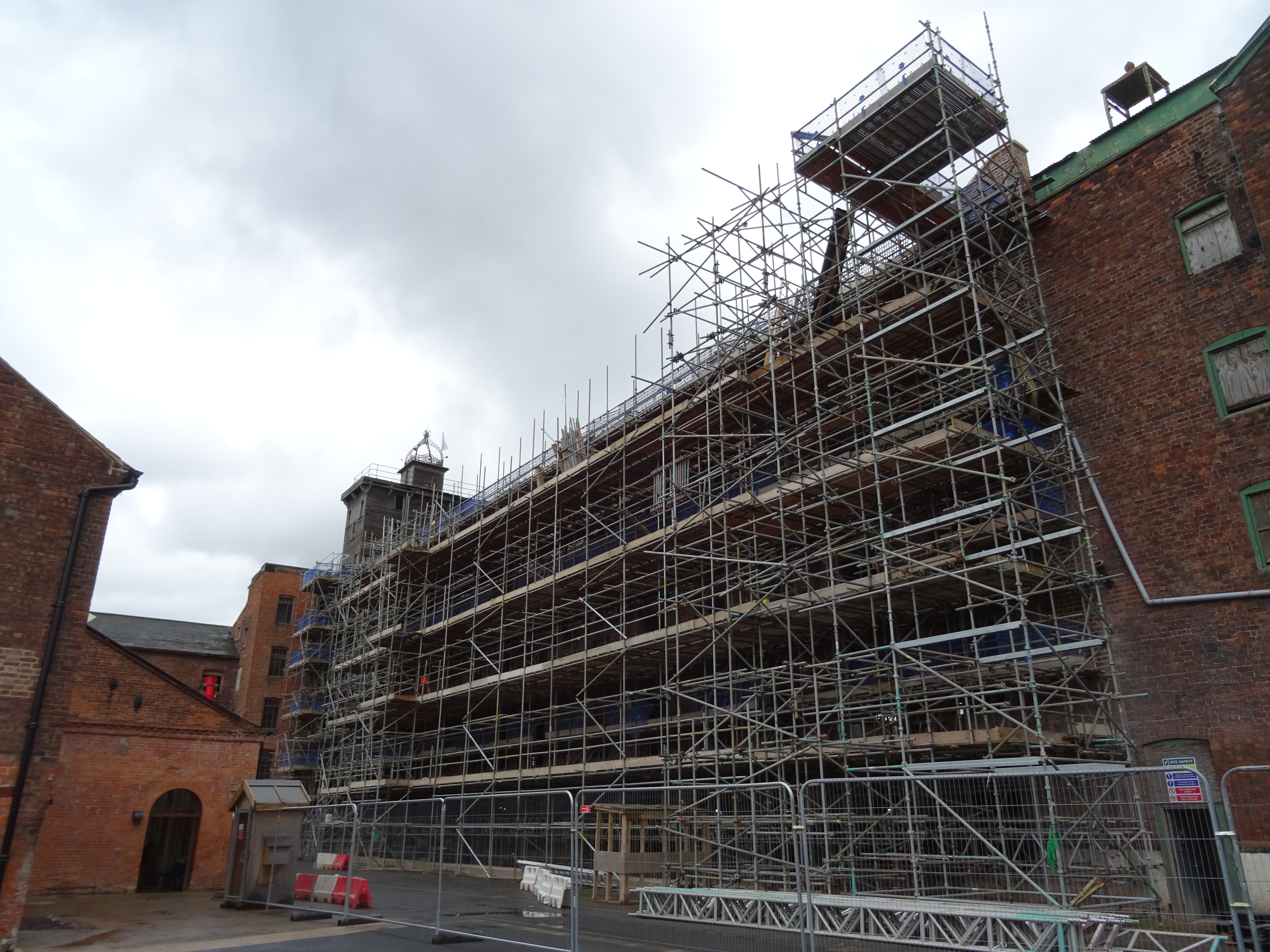
Lado oeste del molino principal en septiembre de 2018.
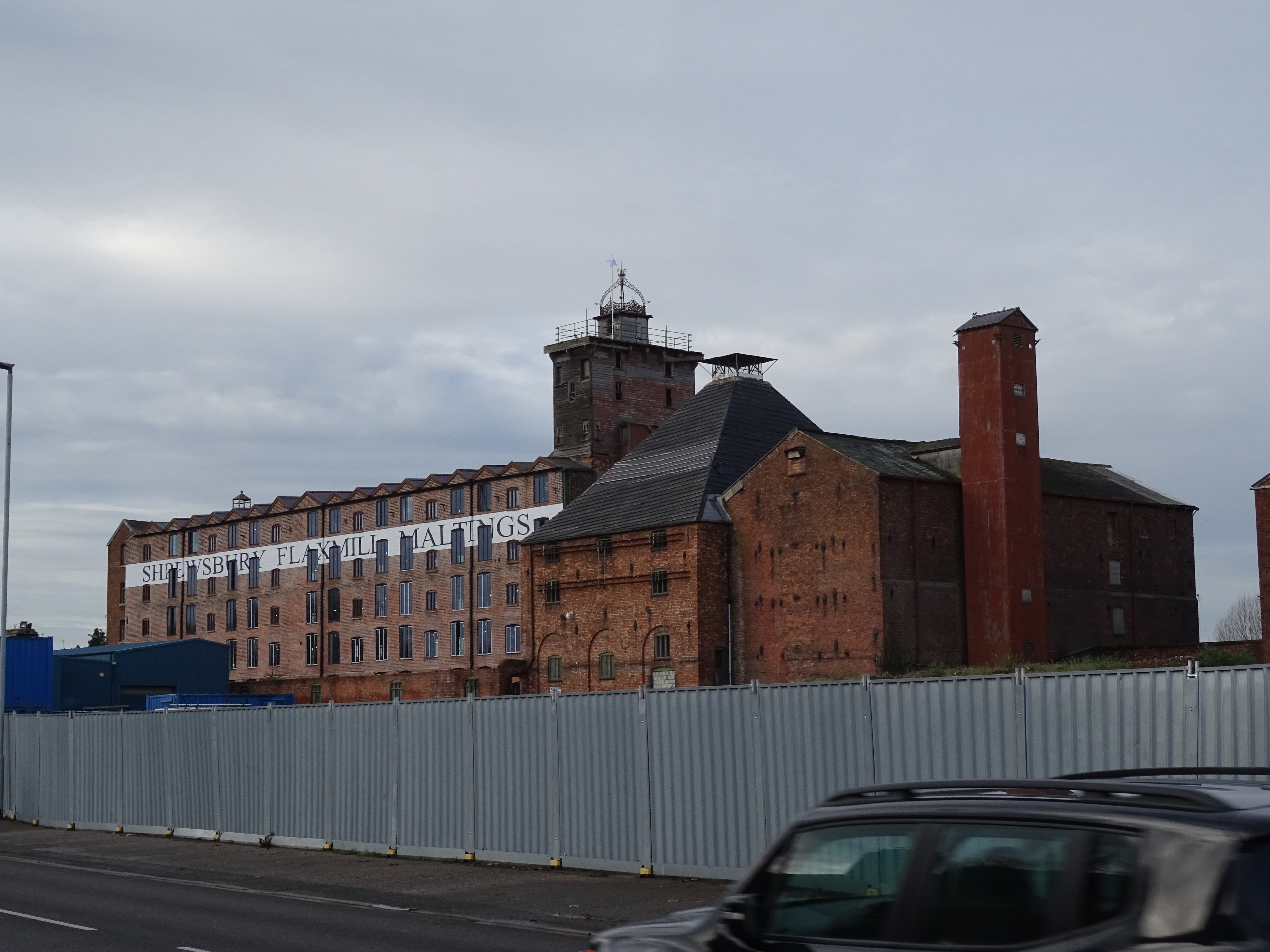
Lado este frente al cruce de St Michael's Street y Sultan Road en diciembre de 2018 después de que se retiraron los andamios por primera vez en aproximadamente doce años.
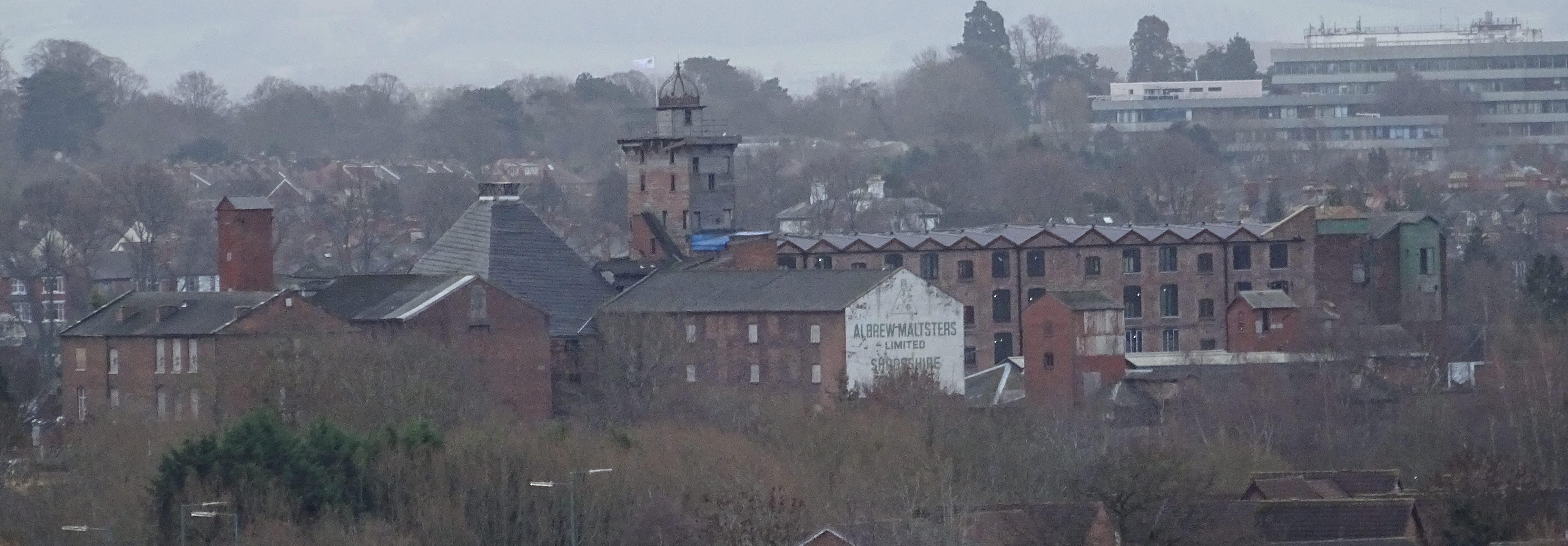
Lado oeste del sitio en diciembre de 2018. Tomado de Hencote Lane, Shrewsbury.
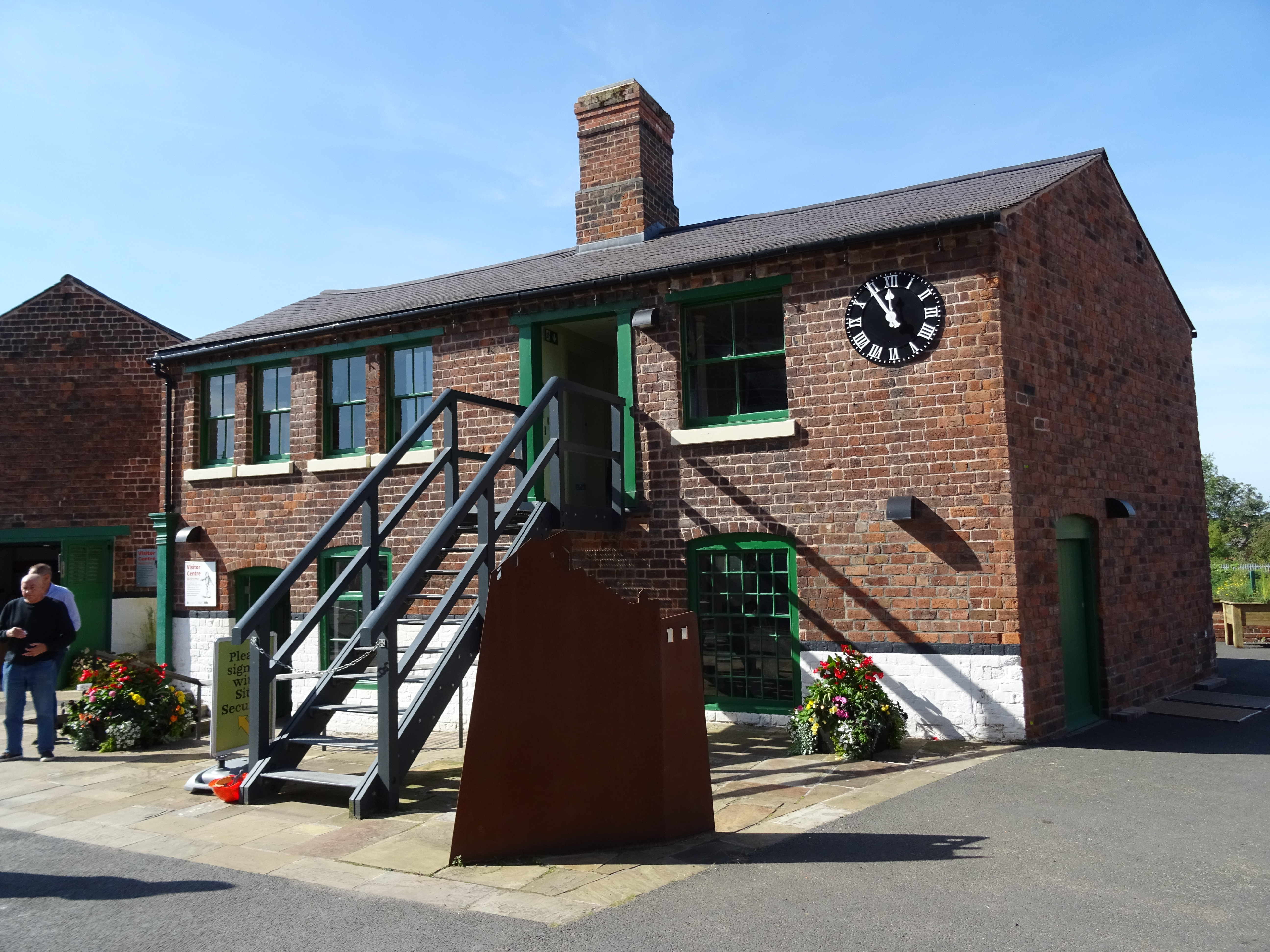
El Centro de Visitantes en el antiguo bloque de oficinas (ferrería en la era del molino de lino).
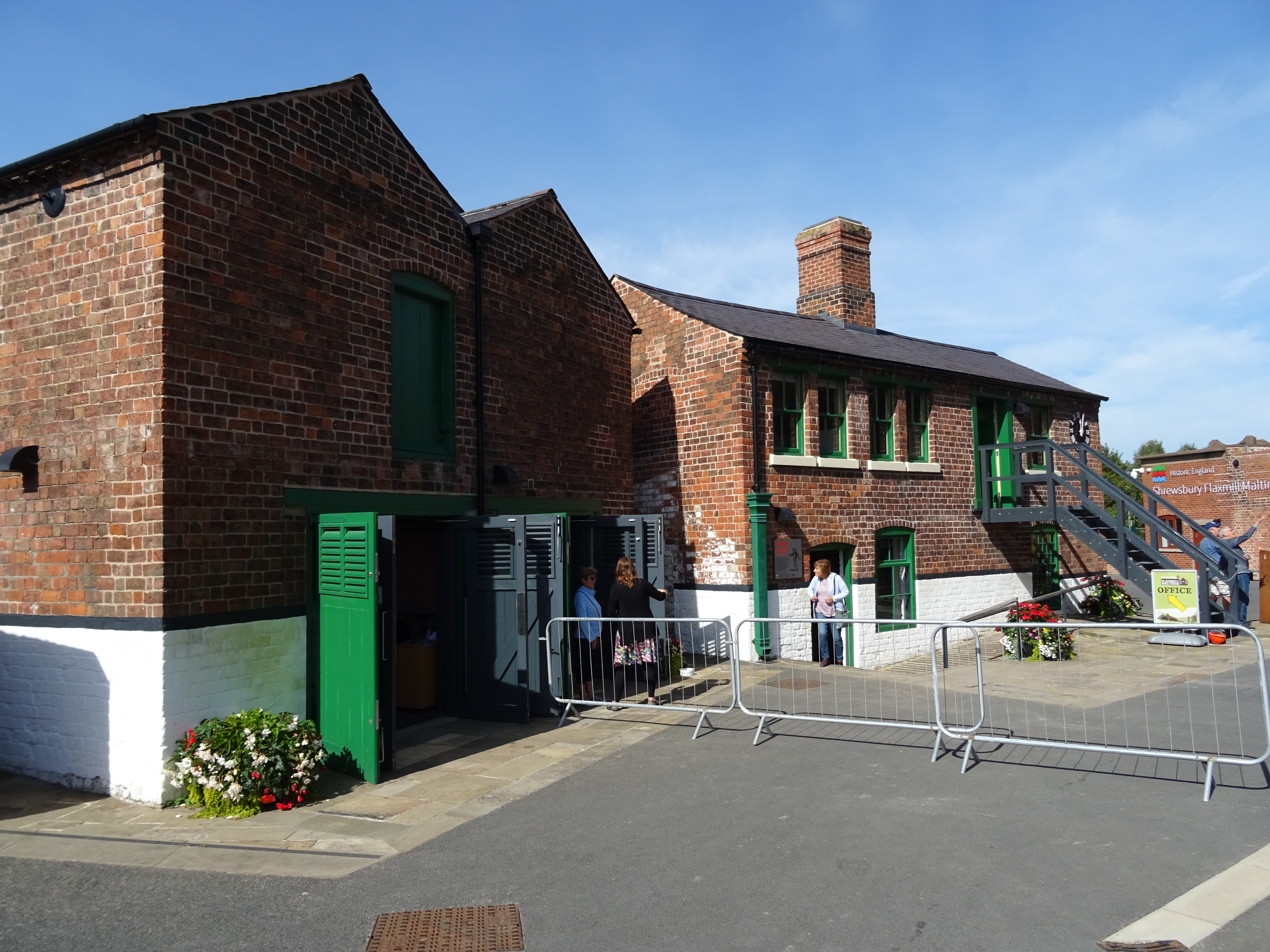
Las antiguas caballerizas formando parte del Centro de Visitantes.